# Otto Pfeiffer (Diplomat)
Otto Pfeiffer (* 2. Mai 1937 in Niederwünsch) ist ein ehemaliger deutscher Diplomat. Er war Botschafter der Deutschen Demokratischen Republik in Venezuela und Guyana.

## Leben
Pfeiffer wurde in einer Kleinbauernfamilie geboren. Er besuchte die Grundschule an seinem Geburtsort und von 1949 bis 1955 den altsprachlichen Zweig der Landesheim-Oberschule Pforte, wo er auch das Abitur ablegte. 1955 nahm er ein Studium der Außenpolitik an der Deutschen Akademie für Staats- und Rechtswissenschaft auf, das er 1959 als Diplomstaatswissenschaftler abschloss. 
1959 wurde er Mitarbeiter im Ministerium für Auswärtige Angelegenheiten der DDR (MfAA) und war bis 1990 im diplomatischen Dienst der DDR tätig. Von 1961 bis 1962 arbeitete er als Attaché an der Botschaft in Prag, von 1962 bis 1967 als Referent in der Presseabteilung des MfAA. Von 1967 bis 1971 war er Zweiter Sekretär (Presseattaché) an der Botschaft in Havanna. 1971 wurde er Spanischredakteur der Außenpolitischen Korrespondenz und von 1972 bis 1973 Sektorleiter in der Presseabteilung des MfAA. Von Mai 1973 bis 1975 war er Erster Sekretär und zeitweilig Geschäftsträger in Madrid. 1975 wurde er Sektorleiter für Grundsatzfragen in der Abteilung Auslandsinformation im MfAA. Von Dezember 1977 bis November 1981 fungierte er als Botschafter in Caracas und war von Februar 1980 bis Oktober 1981 in Georgetown (Guyana) zweitakkreditiert. Ab 1981 war er stellvertretender Leiter und von 1983 bis 1990 Leiter der Abteilung Auslandsinformation in der Hauptabteilung Presse des MfAA. Als solcher wurde er 1987 mit dem Orden „Banner der Arbeit“ Stufe III ausgezeichnet.
Pfeiffer war seit 1966 Mitglied der SED, später der PDS und ist Mitglied der Partei DIE LINKE. 1982/83 absolvierte er einen Einjahreslehrgang an der Parteihochschule der SED.
Von 1990 bis zur Berentung 1997 war er bei verschiedenen berlingeschichtlichen Bildungs- und Forschungsprojekten des Luisenstädtischen Bildungsvereins und des Kulturring in Berlin tätig. Pfeiffer war ab 1995 Vizepräsident und von 2005 bis zu dessen Auflösung am Ende des Jahres 2018 Präsident des Verbandes für Internationale Politik und Völkerrecht.
Pfeiffer ist verwitwet und Vater zweier Kinder. Er lebt heute als Rentner in Berlin.